# Stanisław Piasecki (działacz narodowy)

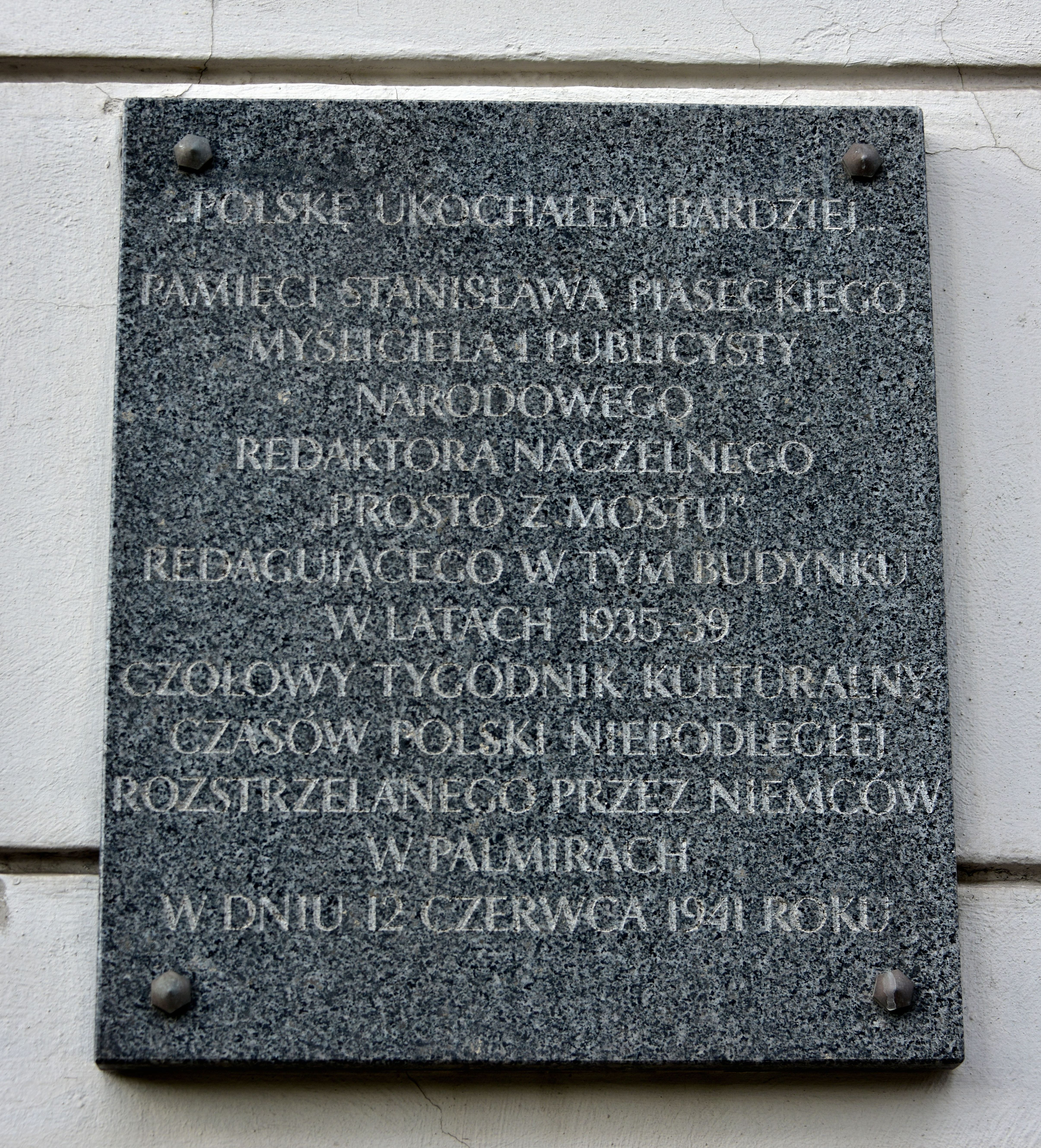
Tablica upamiętniająca Stanisława Piaseckiego na ścianie budynku przy ul. Książęcej 6 w Warszawie

Stanisław Piasecki, ps. Stanisław Mostowski (ur. 15 grudnia 1900 we Lwowie, zm. 12 czerwca 1941 pod Palmirami) – polski działacz narodowy, dziennikarz, pisarz, żołnierz, publicysta, krytyk literacki i teatralny żydowskiego pochodzenia.

## Życiorys
Urodził się w rodzinie Eugeniusza i Gizeli Marii Szelińskiej z rodziny Silberfeld-Krasnik. Uczęszczał do prywatnej szkoły we Lwowie. W latach 1912–1916 należał do skautingu. Podczas I wojny światowej przebywał w Zakopanem, gdzie w 1917 złożył egzamin dojrzałości. Zaczął studiować architekturę na Politechnice Lwowskiej, ale w 1919 przeniósł się do Poznania, by studiować na Wydziale Prawno-Ekonomicznym. W latach 1919–1920 ochotnik w Wojsku Polskim, brał udział w wojnie polsko-bolszewickiej. Był też uczestnikiem III powstania śląskiego i akcji plebiscytowej na Górnym Śląsku.
Po powrocie na studia był członkiem Związku Akademickiego Młodzież Wszechpolska, Bratniej Pomocy UP oraz współredagował miesięcznik „Akademik”. Został współpracownikiem „Dziennika Wileńskiego”. W 1925 uzyskał magisterium z ekonomii, a rok później przeprowadził się do Warszawy. Tutaj współpracował z „Gazetą Warszawską”, dziennikiem „ABC” (krytyka literacka i teatralna) i „Wieczorem Warszawskim” (1928, współzałożyciel). Został działaczem Obozu Wielkiej Polski. 
Zbliżył się do ONR. W 1935 roku założył własny tygodnik literacko-artystyczny „Prosto z Mostu”, którego był redaktorem naczelnym do 1939. Początkowo z pismem współpracowali autorzy o różnych poglądach politycznych. Z czasem pismo zaczęło prezentować program skrajnie prawicowy. Miał ambicje stworzenia z pisma prawicowej alternatywy dla lewicowo-liberalnego pisma „Wiadomości Literackie”.
Piasecki był zdecydowanym przeciwnikiem bolszewizmu i narodowego socjalizmu. Popierał syjonizm i emigrację Żydów do Palestyny. Z tego powodu był obiektem ataków sanacji, liberałów i komunistów. M.in. wypominano mu żydowskie pochodzenie: Julian Tuwim poświęcił mu na łamach „Szpilek” prześmiewczy wiersz o długim tytule: Poeta zazdrości pewnemu literatowi imieniem Staś, że jest Sarmatą; on zaś, nieszczęsny poeta, żydem parchatym jest. Takoż obojej stron żywot wiernie opisany, a Eryk Lipiński w tym samym piśmie narysował karykaturę poświęconą Piaseckiemu i Wojciechowi Wasiutyńskiemu.
Kiedy wybuchła wojna, zgłosił się na ochotnika do wojska. Stawiając opór wkraczającej znienacka Armii Czerwonej zdołał uniknąć sowieckiej niewoli i powrócił do Warszawy. Podjął działalność w strukturach konspiracyjnych Stronnictwa Narodowego. W grudniu ukazał się pierwszy numer podziemnego pisma pt. „Walka”, którego był współtwórcą i redaktorem. Redakcja mieściła się w mieszkaniu Piaseckiego. Fundusze na druk pisma czerpał z restauracji Arkadia, którą założył w suterenie Filharmonii Narodowej. W lokalu spotykali się młodzi konspiratorzy, a także nastoletni poeci: Onufry Kopczyński, Wacław Bojarski, Zdzisław Stroiński, Andrzej Trzebiński i Tadeusz Gajcy, którzy wkrótce założyli grupę literacką Sztuka i Naród. Przez jakiś czas gościom Arkadii na fortepianie przygrywał Witold Lutosławski.
W grudniu 1940 Piaseckiego aresztowało Gestapo. Po kilkumiesięcznych torturach w al. Szucha trafił na Pawiak. Po sąsiedzku, na oddziale kobiecym, znalazła się jego żona. 12 czerwca został rozstrzelany w Palmirach w zbiorowej egzekucji (razem m.in. z Witoldem Hulewiczem).
Konstanty Ildefons Gałczyński, współpracownik Piaseckiego z lat 30., poświęcił mu wiersz Okulary Staszka.
W 1949 uczennica II klasy liceum – Alicja Perz, zainspirowana powieścią Piaseckiego Związek Białej Tarczy, założyła antykomunistyczną organizację niepodległościową „Związek Białej Tarczy”, której została dowódcą.

## Twórczość
- Związek Białej Tarczy (1929)
- Prosto z Mostu (1934)
- Prawo do Twórczości (1936)

## Życie prywatne
4 listopada 1928 ożenił się ze śpiewaczką operową Ireną Radziszewską z domu Religioni, córką gen. Antoniego Religioniego, z którą miał córkę Elżbietę (ur. 1937). Spokrewniony z Jadwigą Wajsówną.